# Lotte Friese-Korn
Lotte Friese-Korn (Halle-sur-Saale, 1er septembre 1899 - Weidenau, 14 octobre 1963) est une femme politique allemande. 